# Équipe de Tunisie de football à la Coupe d'Afrique des nations 2004
L'équipe de Tunisie de football participe à la coupe d'Afrique des nations 2004 organisée en Tunisie du 24 janvier au 14 février. Cette attribution a lieu le 4 septembre 2000, pour la troisième fois de son histoire après 1965 et 1994.
La meilleure réussite de la sélection à ce jour a été d'atteindre la finale à deux reprises, mais elle n'a pas réussi à remporter le titre en 1965 face au Ghana (3-2) et en 1996 face au pays hôte, l'Afrique du Sud (2-0).
Lors de cette onzième participation, la Tunisie remporte la compétition pour la première fois de son histoire en battant le Maroc en finale (2-1). Cette victoire qualifie les Tunisiens pour la coupe des confédérations 2005 en Allemagne.

## Désignation du pays organisateur
L'organisation de la coupe d'Afrique des nations 2004 est attribuée à la Tunisie le 4 septembre 2000 par le comité exécutif de la Confédération africaine de football réuni au Caire en Égypte. Les électeurs avaient le choix entre quatre pays : le Malawi et la Zambie (candidature conjointe), la Tunisie et le Zimbabwe. Le Bénin et le Togo étaient également candidats au départ (candidature conjointe) mais se sont retirés le 4 septembre, avant la réunion.
Cette édition est décernée à la Tunisie, qui représente l'Afrique à la coupe du monde 1998 en France, en recueillant la majorité des voix des membres du comité exécutif de la Confédération africaine de football (CAF). C'est la troisième fois que la Tunisie accueille la coupe après les éditions 1965 et 1994.

## Préparation

### Tirage au sort
Le tirage au sort se déroule le 20 septembre 2003 à Tunis. En tant qu'hôte du tournoi, la Tunisie se classe automatiquement première du groupe A, où elle affronte la RD Congo, le Rwanda et la Guinée au premier tour,.

### Naturalisation de Dos Santos
Le président de la fédération de l'époque, Hammouda Ben Ammar, cherche à naturaliser l'attaquant brésilien Francileudo Santos, qui joue à l'Étoile sportive du Sahel entre 1998 et 2000. Bien qu'il ait précédemment rejeté l'offre, Santos est naturalisé citoyen tunisien en décembre 2003. Il fait ses débuts pour les Aigles de Carthage le 17 janvier 2004 lors d'une victoire en match amical contre le Bénin à Sfax (2-1), lors duquel il marque après huit minutes. Par ailleurs, il retrouve en Tunisie un autre Brésilien, José Clayton, qui évolue en club à l’Espérance sportive de Tunis.

### Matchs de préparation
L'équipe dispute des matchs préparatoires amicaux de haut niveau avant le coup d'envoi du tournoi. L'équipe organse également un camp d'entraînement à Crans-Montana, en Suisse, en juillet 2003. Le premier match de la Tunisie sur le terrain du nouveau stade du 7-Novembre se joue le 21 août 2002 contre la France et se solde par un match nul (1-1). Le suivant est organisé contre le Portugal à Lisbonne et se conclut aussi par un nul (1-1), suivi par une victoire (1-0) contre la Suède à domicile. Du 27 au 30 mars 2003, la Fédération tunisienne de football organise un tournoi amical international avec la participation du Cameroun, du Ghana et de Madagascar. La Tunisie joue la demi-finale contre le Ghana et la remporte aux tirs au but (8-7) après la fin du temps réglementaire (2-2). En finale, elle remporte le tournoi après une victoire difficile contre le Cameroun, grâce au but de Riadh Bouazizi à la 82e minute, outre un match contre le Sénégal, finaliste de l'édition précédente en 2002, qui se solde par une victoire (1-0) de la Tunisie, et un autre contre la Côte d'Ivoire, qui s'impose (3-2).
| Date              | Stade                                | Adversaire     | Score                  | Buteurs tunisiens                       | Sou    |
| 21 août 2002      | Stade du 7-Novembre, Tunisie         | France         | 1 – 1                  | Zitouni 39e                             | [ 26 ] |
| 12 octobre 2002   | Stade du Restelo, Portugal           | Portugal       | 1 – 1                  | Zitouni 43e                             | [ 27 ] |
| 20 novembre 2002  | Stade olympique d'El Menzah, Tunisie | Égypte         | 0 – 0                  | —                                       | [ 28 ] |
| 12 février 2003   | Stade du 7-Novembre, Tunisie         | Suède          | 1 – 0                  | Braham 49e                              | [ 29 ] |
| 27 mars 2003      | Stade du 7-Novembre, Tunisie         | Ghana          | 2 – 2 (t. a. b. 8 – 7) | Mhadhbi 46e Missaoui 58e                | [ 30 ] |
| 30 mars 2003      | Stade du 7-Novembre, Tunisie         | Cameroun       | 1 – 0                  | Bouazizi 82e                            | [ 31 ] |
| 30 avril 2003     | Stade du 7-Novembre, Tunisie         | Sénégal        | 1 – 0                  | Braham 45e                              | [ 32 ] |
| 20 août 2003      | Stade du 7-Novembre, Tunisie         | Guinée         | 0 – 0                  | —                                       | [ 33 ] |
| 10 septembre 2003 | Stade d'El Menzah, Tunisie           | Côte d'Ivoire  | 3 – 2                  | Chedli 18e (pen.) Melki 69e Sghaier 83e | [ 34 ] |
| 8 octobre 2003    | Stade olympique d'El Menzah, Tunisie | Japon          | 0 – 1                  | —                                       | [ 35 ] |
| 11 octobre 2003   | Stade olympique d'El Menzah, Tunisie | Maroc          | 0 – 0                  | —                                       | [ 36 ] |
| 19 novembre 2003  | Stade olympique d'El Menzah, Tunisie | Afrique du Sud | 2 – 0                  | Braham 42e Ayari 88e                    | [ 37 ] |
| 14 janvier 2004   | Stade de Houmt Souk, Tunisie         | Bénin          | 2 – 0                  | Jaziri 31e Haggui 43e                   | [ 38 ] |
| 17 janvier 2004   | Stade Taïeb-Mehiri, Tunisie          | Bénin          | 2 – 1                  | Santos 8e Saïdi 90+5e                   | [ 39 ] |

## Équipe

### Effectif
- Entraîneur :  Roger Lemerre
- Adjoint :  Nabil Maâloul

| N° | Pos. | Joueur             | Date de naissance (âge)    | Club                        |
| -- | ---- | ------------------ | -------------------------- | --------------------------- |
| 1  | GK   | Ali Boumnijel      | 13 avril 1966 (37 ans)     | Football Club de Rouen 1899 |
| 2  | DF   | Khaled Badra       | 8 avril 1973 (30 ans)      | Espérance sportive de Tunis |
| 3  | DF   | Karim Haggui       | 20 janvier 1984 (20 ans)   | Étoile sportive du Sahel    |
| 4  | DF   | Alaeddine Yahia    | 26 septembre 1981 (22 ans) | En avant de Guingamp        |
| 5  | FW   | Ziad Jaziri        | 12 juillet 1978 (25 ans)   | Gaziantepspor               |
| 6  | DF   | Hatem Trabelsi     | 25 janvier 1977 (26 ans)   | Ajax Amsterdam              |
| 7  | FW   | Imed Mhadhbi       | 22 mars 1976 (27 ans)      | ES Sahel                    |
| 8  | MF   | Mehdi Nafti        | 28 novembre 1978 (25 ans)  | Racing de Santander         |
| 9  | FW   | Najeh Braham       | 20 mai 1977 (26 ans)       | Eintracht Trier             |
| 10 | MF   | Kaïs Ghodhbane     | 7 janvier 1976 (28 ans)    | Diyarbakırspor              |
| 11 | FW   | Francileudo Santos | 20 mars 1979 (24 ans)      | FC Sochaux-Montbéliard      |
| 12 | MF   | Jawhar Mnari       | 8 novembre 1976 (27 ans)   | Espérance sportive de Tunis |
| 13 | MF   | Riadh Bouazizi     | 8 avril 1973 (30 ans)      | Gaziantepspor               |
| 14 | MF   | Adel Chedli        | 16 septembre 1976 (27 ans) | FC Sochaux-Montbéliard      |
| 15 | DF   | Radhi Jaïdi        | 30 août 1975 (28 ans)      | Espérance sportive de Tunis |
| 16 | GK   | Khaled Fadhel      | 29 septembre 1976 (27 ans) | Club sportif sfaxien        |
| 17 | FW   | Mohamed Jdidi      | 10 septembre 1978 (25 ans) | Étoile sportive du Sahel    |
| 18 | MF   | Selim Benachour    | 8 septembre 1981 (22 ans)  | Paris Saint-Germain         |
| 19 | DF   | Anis Ayari         | 16 février 1982 (21 ans)   | Stade tunisien              |
| 20 | DF   | José Clayton       | 21 mars 1974 (29 ans)      | Espérance sportive de Tunis |
| 21 | DF   | Karim Saïdi        | 24 mars 1983 (20 ans)      | Club africain               |
| 22 | GK   | Khaled Azaïez      | 30 octobre 1976 (27 ans)   | Club africain               |
|    |      |                    |                            |                             |

### Maillot
Pour la coupe d'Afrique des nations de football 2004, l'équipementier de l'équipe, Puma, lui a confectionné un maillot spécifique pour la compétition.
| Couleurs | Blanc et rouge |                |
| Marque   | Puma           |                |
| Domicile | Extérieur      | Gardien de but |

## Stade
L'équipe nationale tunisienne dispute tous ses matches au stade du 7-Novembre à Radès.
| Radès               | \| Radès \| |
| ------------------- | ----------- |
| Stade du 7-Novembre | \| Radès \| |
| Capacité : 60 000   | \| Radès \| |
| Stade du 7-Novembre | \| Radès \| |
| Radès               |             |

## Compétition

### Phase de poules
En tant que pays hôte, la Tunisie n'a pas à se qualifier pour la CAN 2004, où elle affronte la RD Congo, le Rwanda et la Guinée au premier tour. Elle remporte son match d'ouverture contre le Rwanda (2-1), grâce aux buts de Ziad Jaziri et Francileudo Santos, malgré l'expulsion de Selim Benachour à la 60e minute avec un carton rouge. Le deuxième match contre la RD Congo est difficile jusqu'à ce que le Congolais Lomana LuaLua soit expulsé avec un carton rouge dans la première mi-temps, après une attaque franche sur Jawhar Mnari. Grâce à Hatem Trabelsi sur le flanc droit, l'équipe réussit à remporter le match (3-0) avec un doublé de Francileudo Santos aux 55e et 87e minutes et un but par Najeh Braham à la 65e minute. Le jour du troisième match, correspondant à l'Aïd al-Adha, 35 000 spectateurs se rendent au stade. La Guinée réussit à arracher le point d'égalisation après la fin du match avec un score de 1-1, Selim Benachour marquant le but de la Tunisie à la 58e minute, suivi d'un but guinéen de Titi Camara dans les dernières minutes du match. La Tunisie se qualifie pour les quarts de finale en tête du groupe avec sept points, après deux victoires et un match nul.
| Rang | Équipe   | Pts | J | G | N | P | Bp | Bc | Diff |
| ---- | -------- | --- | - | - | - | - | -- | -- | ---- |
| 1    | Tunisie  | 7   | 3 | 2 | 1 | 0 | 6  | 2  | +4   |
| 2    | Guinée   | 5   | 3 | 1 | 2 | 0 | 4  | 3  | +1   |
| 3    | Rwanda   | 4   | 3 | 1 | 1 | 1 | 3  | 3  | 0    |
| 4    | RD Congo | 0   | 3 | 0 | 0 | 3 | 1  | 6  | -5   |

     Équipe qualifiée ou victorieuse ; Pts = points ; J = joués ; G = gagnés ; N = nuls ; P = perdus

Bp = buts pour; Bc = buts contre; Diff = différence de buts
| Premier tour J1         | Tunisie                                        | 2 – 1   | Rwanda                                                        | Stade du 7-Novembre, Radès | |
| 24 janvier 2004 19 h 30 | ( Santos) Jaziri 27e · ( Benachour) Santos 57e | (1 – 1) | 32e Elias                                                     | Spectateurs : 60 000 Arbitrage : Divine Evehe Arbitres assistants : Jean Marie Endeng Zogo Lazarus Matela Quatrième arbitre : Essam Abd El Fatah | Spectateurs : 60 000 Arbitrage : Divine Evehe Arbitres assistants : Jean Marie Endeng Zogo Lazarus Matela Quatrième arbitre : Essam Abd El Fatah |
| 24 janvier 2004 19 h 30 | Benachour 9e, 60e                              | Rapport | 34e, 56e Sibomana · 16e Elias · 23e Bizagwira · 55e Ndikumana | Spectateurs : 60 000 Arbitrage : Divine Evehe Arbitres assistants : Jean Marie Endeng Zogo Lazarus Matela Quatrième arbitre : Essam Abd El Fatah | Spectateurs : 60 000 Arbitrage : Divine Evehe Arbitres assistants : Jean Marie Endeng Zogo Lazarus Matela Quatrième arbitre : Essam Abd El Fatah |

| Premier tour J2         | Tunisie                                                     | 3 – 0   | RD Congo              | Stade du 7-Novembre, Radès | |
| 28 janvier 2004 16 h 15 | Santos 55e · ( Santos) Braham 65e · ( Ghodhbane) Santos 87e | (0 – 0) |                       | Spectateurs : 60 000 Arbitrage : Jerome Damon Arbitres assistants : Lazarus Matela Liu Tiejun Quatrième arbitre : Hailemelak Tessema | Spectateurs : 60 000 Arbitrage : Jerome Damon Arbitres assistants : Lazarus Matela Liu Tiejun Quatrième arbitre : Hailemelak Tessema |
| 28 janvier 2004 16 h 15 | Ghodhbane 11e · Nafti 42e · Mhadhbi 57e · Braham 64e        | Rapport | 9e Mbayo · 37e LuaLua | Spectateurs : 60 000 Arbitrage : Jerome Damon Arbitres assistants : Lazarus Matela Liu Tiejun Quatrième arbitre : Hailemelak Tessema | Spectateurs : 60 000 Arbitrage : Jerome Damon Arbitres assistants : Lazarus Matela Liu Tiejun Quatrième arbitre : Hailemelak Tessema |

| Premier tour J3         | Tunisie                  | 1 – 1   | Guinée                                      | Stade du 7-Novembre, Radès | |
| 1er février 2004 14 h 0 | ( Santos) Benachour 58e  | (0 – 0) | 84e Camara ( Inconnu)                       | Spectateurs : 35 000 Arbitrage : Hailemalek Tessama Arbitres assistants : Jean Marie Endeng Zogo Luleseged Begashaw Quatrième arbitre : Coffi Codjia | Spectateurs : 35 000 Arbitrage : Hailemalek Tessama Arbitres assistants : Jean Marie Endeng Zogo Luleseged Begashaw Quatrième arbitre : Coffi Codjia |
| 1er février 2004 14 h 0 | Jaïdi 40e · Bouazizi 54e | Rapport | 20e N'Gom Camara · 40e Conté · 67e Bangoura | Spectateurs : 35 000 Arbitrage : Hailemalek Tessama Arbitres assistants : Jean Marie Endeng Zogo Luleseged Begashaw Quatrième arbitre : Coffi Codjia | Spectateurs : 35 000 Arbitrage : Hailemalek Tessama Arbitres assistants : Jean Marie Endeng Zogo Luleseged Begashaw Quatrième arbitre : Coffi Codjia |

### Phase à élimination directe

#### Quart de finale
En quart de finale, le Sénégal, qui avait déjà battu Lemerre comme entraîneur de la France (1-0) lors de la coupe du monde 2002, l'affronte ; la Tunisie remporte également ce match (1-0), Jawhar Mnari marquant en seconde période après une distribution aux ciseaux de Ziad Jaziri ; ce match est connu pour l'apparition de brouillard sur le terrain.
| 7 février 2004 | Tunisie                                                                 | 1 – 0   | Sénégal                                 | Stade du 7-Novembre, Radès                   |                                              |
| 14 h 0         | ( Jaziri) Mnari 65e                                                     | (0 – 0) |                                         | Spectateurs : 65 000 Arbitrage : Ali Bujsaim | Spectateurs : 65 000 Arbitrage : Ali Bujsaim |
| 14 h 0         | Jaziri 74e · Santos 79e · Braham 90+2e · Benachour 90+8e · Badra 90+10e | Rapport | 44e Bouba Diop · 45e Diao · 90+6e Diouf | Spectateurs : 65 000 Arbitrage : Ali Bujsaim | Spectateurs : 65 000 Arbitrage : Ali Bujsaim |

| Tunisie | Sénégal |

| Tunisie :       |    |                    |        |       |
|                 |    |                    |        |       |
| GK              | 1  | Ali Boumnijel      |        |       |
| DF              | 2  | Khaled Badra       | 90+10e |       |
| DF              | 3  | Karim Haggui       |        |       |
| DF              | 15 | Radhi Jaïdi        |        |       |
| DF              | 19 | Anis Ayari         |        |       |
| MF              | 8  | Mehdi Nafti        |        |       |
| MF              | 12 | Jawhar Mnari       |        | 88e   |
| MF              | 13 | Riadh Bouazizi     |        |       |
| MF              | 18 | Selim Benachour    | 90+8e  |       |
| FW              | 5  | Ziad Jaziri        | 74e    | 78e   |
| FW              | 11 | Francileudo Santos | 79e    | 90+6e |
| Remplaçants :   |    |                    |        |       |
| FW              | 9  | Najeh Braham       | 90+2e  | 78e   |
| MF              | 14 | Adel Chedli        |        | 88e   |
| FW              | 7  | Imed Mhadhbi       |        | 90+6e |
| Sélectionneur : |    |                    |        |       |
| Roger Lemerre   |    |                    |        |       |

| Sénégal :       |    |                  |       |     |
|                 |    |                  |       |     |
| GK              | 1  | Tony Sylva       |       |     |
| DF              | 3  | Ibrahima Faye    |       |     |
| DF              | 4  | Pape Malick Diop |       |     |
| DF              | 13 | Lamine Diatta    |       |     |
| DF              | 21 | Habib Beye       |       |     |
| MF              | 6  | Aliou Cissé      |       |     |
| MF              | 15 | Salif Diao       | 45e   | 73e |
| MF              | 19 | Papa Bouba Diop  | 44e   |     |
| MF              | 10 | Lamine Sakho     |       | 85e |
| FW              | 7  | Henri Camara     |       |     |
| FW              | 11 | El-Hadji Diouf   | 90+6e |     |
| Remplaçants :   |    |                  |       |     |
| FW              | 18 | Mamadou Niang    |       | 73e |
| FW              | 9  | Diomansy Kamara  |       | 85e |
| Sélectionneur : |    |                  |       |     |
| Guy Stéphan     |    |                  |       |     |

| Assistants : Jean-Philippe Izzo Ali Tomusange Quatrième arbitre : Sharaf Aboubacar |

#### Demi-finale
En demi-finale, le Nigeria, qui avait été éliminé par le Cameroun, résiste. Le match devient très uniforme jusqu'à la fin du temps de jeu (1-1). Le premier but est marqué par le Nigerian Jay-Jay Okocha, qui inscrit un penalty après que le défenseur tunisien Karim Haggui ait battu Nwankwo Kanu dans la zone du penalty. Quinze minutes plus tard, le défenseur nigerian Seyi Olofinjana casse l'attaquant tunisien Ziad Jaziri dans la surface de réparation, avec lequel la Tunisie reçoit également un penalty. Le capitaine tunisien, Khaled Badra, égalise le score (1-1). Le match est finalement décidé à la séance de tirs au but, que la Tunisie remporte (5-3) grâce à Karim Haggui qui effectue le dernier tir. Avec la victoire, la Tunisie atteint la finale, où elle affronte le Maroc.
| 11 février 2004 | Tunisie                                       | 1 – 1 a. p.       | Nigeria                                                          | Stade du 7-Novembre, Radès                    |                                               |
| 16 h 0          | Badra 82e (pen.)                              | (0 – 0)           | 67e (pen.) Okocha                                                | Spectateurs : 65 000 Arbitrage : Coffi Codjia | Spectateurs : 65 000 Arbitrage : Coffi Codjia |
| 16 h 0          | Badra 43e · Bouazizi 49e                      | Rapport           | 25e Olofinjana · 45+1e Okocha · 60e Okoronkwo · 74e Odemwingie · | Spectateurs : 65 000 Arbitrage : Coffi Codjia | Spectateurs : 65 000 Arbitrage : Coffi Codjia |
| 16 h 0          | Badra · Santos · Mhadhbi · Benachour · Haggui | Tirs au but 5 – 3 | Utaka · Odemwingie · Yobo · Udeze                                | Spectateurs : 65 000 Arbitrage : Coffi Codjia | Spectateurs : 65 000 Arbitrage : Coffi Codjia |

| Tunisie | Nigeria |

| Tunisie :       |    |                    |     |      |
|                 |    |                    |     |      |
| GK              | 1  | Ali Boumnijel      |     |      |
| DF              | 2  | Khaled Badra       | 43e |      |
| DF              | 3  | Karim Haggui       |     |      |
| DF              | 15 | Radhi Jaïdi        |     |      |
| DF              | 20 | José Clayton       |     | 91e  |
| MF              | 8  | Mehdi Nafti        |     |      |
| MF              | 12 | Jawhar Mnari       |     | 73e  |
| MF              | 13 | Riadh Bouazizi     | 49e |      |
| MF              | 14 | Adel Chedli        |     | 105e |
| FW              | 5  | Ziad Jaziri        |     |      |
| FW              | 11 | Francileudo Santos |     |      |
| Remplaçants :   |    |                    |     |      |
| MF              | 18 | Selim Benachour    |     | 73e  |
| DF              | 6  | Hatem Trabelsi     |     | 91e  |
| FW              | 7  | Imed Mhadhbi       |     | 105e |
| Sélectionneur : |    |                    |     |      |
| Roger Lemerre   |    |                    |     |      |

| Nigeria :        |    |                       |     |     |
|                  |    |                       |     |     |
| GK               | 1  | Vincent Enyeama       |     |     |
| DF               | 5  | Isaac Okoronkwo       | 60e |     |
| DF               | 15 | George Abbey          |     |     |
| DF               | 16 | Ifeanyi Udeze         |     |     |
| MF               | 2  | Joseph Yobo           |     |     |
| MF               | 10 | Jay-Jay Okocha        | 45e |     |
| MF               | 11 | Garba Lawal           |     | 68e |
| MF               | 14 | Seyi Olofinjana       | 25e |     |
| FW               | 4  | Nwankwo Kanu          |     | 86e |
| FW               | 7  | John Utaka            |     |     |
| FW               | 20 | Peter Odemwingie      | 74e |     |
| Remplaçants :    |    |                       |     |     |
| FW               | 21 | Emmanuel Ekwueme (en) |     | 68e |
| FW               | 13 | Pius Ikedia           |     | 86e |
| Sélectionneur :  |    |                       |     |     |
| Christian Chukwu |    |                       |     |     |

| Assistants : Lazarus Matela Hesham Mostafa Quatrième arbitre : Abdel Hakim Shelmani |

#### Finale
Lors de la finale, le 14 février 2004 au stade du 7-Novembre à Radès devant 70 000 supporteurs, la Tunisie prend un bon départ avec une avance (1-0) après quatre minutes avec Mehdi Nafti centré sur Francileudo Santos, qui marque son quatrième but du tournoi. À la fin de la première mi-temps, le Maroc revient au score avec un but de Youssouf Hadji sur un ascenseur de Youssef Mokhtari. Sept minutes se passent dans la seconde mi-temps avant qu'un autre attaquant tunisien, Jaziri, donne l'avantage à son pays. Le match se termine finalement sur le score de 2-1, donnant à la Tunisie sa première coupe d'Afrique des nations,. Khaled Badra et Riadh Bouazizi ont soulevé la coupe après l'avoir reçue des mains du président Zine el-Abidine Ben Ali. Les Aigles de Carthage sont la 13e sélection de l'histoire à être sacrée championne d'Afrique. Lemerre devient aussi le premier entraîneur à remporter deux tournois continentaux différents. L'équipe nationale remporte également le prix de l'équipe nationale africaine de l'année remis par la Confédération africaine de football. La victoire donne naissance au surnom de l'équipe, les « Aigles de Carthage » et, en conséquence, le badge de l'équipe est changé pour incorporer un aigle.
| 14 février 2004                     | Tunisie                         | 2 – 1   | Maroc                                 | Stade du 7-Novembre, Radès                    |                                               |
| 14 h 30 · Historique des rencontres | ( Nafti) Santos 5e · Jaziri 52e | (1 – 1) | 38e Mokhtari ( Hadji)                 | Spectateurs : 70 000 Arbitrage : Falla N'Doye | Spectateurs : 70 000 Arbitrage : Falla N'Doye |
| 14 h 30 · Historique des rencontres | Jaziri 60e                      | Rapport | 22e Roumani · 89eRegragui · 77eNaybet | Spectateurs : 70 000 Arbitrage : Falla N'Doye | Spectateurs : 70 000 Arbitrage : Falla N'Doye |

| Tunisie | Maroc |

| Tunisie :       |    |                    |     |     |
|                 |    |                    |     |     |
| GK              | 1  | Ali Boumnijel      |     |     |
| DF              | 3  | Karim Haggui       |     |     |
| DF              | 6  | Hatem Trabelsi     |     |     |
| DF              | 15 | Radhi Jaïdi        |     |     |
| DF              | 20 | José Clayton       |     |     |
| MF              | 8  | Mehdi Nafti        |     | 46e |
| MF              | 13 | Riadh Bouazizi     |     |     |
| MF              | 14 | Adel Chedli        |     |     |
| MF              | 18 | Selim Benachour    |     | 57e |
| FW              | 5  | Ziad Jaziri        | 60e | 70e |
| FW              | 11 | Francileudo Santos |     |     |
| Remplaçants :   |    |                    |     |     |
| MF              | 12 | Jawhar Mnari       |     | 46e |
| MF              | 10 | Kaïs Ghodhbane     |     | 57e |
| FW              | 7  | Imed Mhadhbi       |     | 70e |
| Sélectionneur : |    |                    |     |     |
| Roger Lemerre   |    |                    |     |     |

| Maroc :         |    |                     |        |     |
|                 |    |                     |        |     |
| GK              | 1  | Khalid Fouhami      |        |     |
| DF              | 2  | Walid Regragui      | 90e    |     |
| DF              | 3  | Akram Roumani       | 22e    | 70e |
| DF              | 4  | Abdeslam Ouaddou    |        |     |
| DF              | 5  | Talal El Karkouri   |        |     |
| DF              | 6  | Noureddine Naybet   | 77e    |     |
| MF              | 8  | Abdelkrim Kissi     | Averti |     |
| MF              | 15 | Youssef Safri       |        | 63e |
| FW              | 16 | Youssef Mokhtari    |        |     |
| FW              | 17 | Marouane Chamakh    |        |     |
| FW              | 20 | Youssouf Hadji      |        | 86e |
| Remplaçants :   |    |                     |        |     |
| FW              | 11 | Mohamed El Yaâgoubi |        | 63e |
| FW              | 7  | Jaouad Zaïri        |        | 70e |
| FW              | 9  | Nabil Baha          |        | 86e |
| Sélectionneur : |    |                     |        |     |
| Badou Zaki      |    |                     |        |     |

| Assistants : Ali Tomusange Brighton Mudzamiri Quatrième arbitre : Coffi Codjia |

| Coupe d'Afrique 2004 Vainqueur |
| ------------------------------ |
| Tunisie 1er titre              |

## Statistiques

### Temps de jeu
Seuls quatre joueurs participent à tous les matchs en entier : il s'agit de l'attaquant Francileudo Santos, des deux milieux Riadh Bouazizi et Jawhar Mnari et du jeune Karim Haggui. Un seul joueur ne dispute aucune minute lors de cette compétition : le gardien Khaled Fadhel.
| Joueur             |          |          |          |          |          |          | TT       | But inscrit | MJ       | MT       | Légende |
| ------------------ | -------- | -------- | -------- | -------- | -------- | -------- | -------- | ----------- | -------- | -------- | --- |
| Gardiens           | Gardiens | Gardiens | Gardiens | Gardiens | Gardiens | Gardiens | Gardiens | Gardiens    | Gardiens | Gardiens | Abréviations et symboles : · TT : Total de minutes jouées · MJ : Nombre de matchs joués · MT : Matchs joués en tant que titulaire · : but · : passe décisive · : joueur entré · : joueur remplacé · : capitaine · : carton jaune · : carton rouge · |
| Ali Boumnijel      | 90       | 90       | -        | 90       | 120      | 90       | 480      | -           | 5        | 5        | Abréviations et symboles : · TT : Total de minutes jouées · MJ : Nombre de matchs joués · MT : Matchs joués en tant que titulaire · : but · : passe décisive · : joueur entré · : joueur remplacé · : capitaine · : carton jaune · : carton rouge · |
| Khaled Fadhel      | -        | -        | -        | -        | -        | -        | 0        | -           | -        | -        | Abréviations et symboles : · TT : Total de minutes jouées · MJ : Nombre de matchs joués · MT : Matchs joués en tant que titulaire · : but · : passe décisive · : joueur entré · : joueur remplacé · : capitaine · : carton jaune · : carton rouge · |
| Khaled Azaïez      | -        | -        | 90       | -        | -        | -        | 90       | -           | 1        | 1        | Abréviations et symboles : · TT : Total de minutes jouées · MJ : Nombre de matchs joués · MT : Matchs joués en tant que titulaire · : but · : passe décisive · : joueur entré · : joueur remplacé · : capitaine · : carton jaune · : carton rouge · |
| Défenseurs         |          |          |          |          |          |          |          |             |          |          | Abréviations et symboles : · TT : Total de minutes jouées · MJ : Nombre de matchs joués · MT : Matchs joués en tant que titulaire · : but · : passe décisive · : joueur entré · : joueur remplacé · : capitaine · : carton jaune · : carton rouge · |
| Khaled Badra       | 90       | 90       | -        | 90       | 120      | -        | 390      | 1           | 4        | 4        | Abréviations et symboles : · TT : Total de minutes jouées · MJ : Nombre de matchs joués · MT : Matchs joués en tant que titulaire · : but · : passe décisive · : joueur entré · : joueur remplacé · : capitaine · : carton jaune · : carton rouge · |
| Karim Haggui       | 90       | 90       | 1        | 90       | 120      | 90       | 480      | -           | 6        | 5        | Abréviations et symboles : · TT : Total de minutes jouées · MJ : Nombre de matchs joués · MT : Matchs joués en tant que titulaire · : but · : passe décisive · : joueur entré · : joueur remplacé · : capitaine · : carton jaune · : carton rouge · |
| Alaeddine Yahia    | -        | -        | 90       | -        | -        | -        | 90       | -           | 1        | 1        | Abréviations et symboles : · TT : Total de minutes jouées · MJ : Nombre de matchs joués · MT : Matchs joués en tant que titulaire · : but · : passe décisive · : joueur entré · : joueur remplacé · : capitaine · : carton jaune · : carton rouge · |
| Hatem Trabelsi     | 4        | 44       | 46       | -        | 29       | 90       | 243      | -           | 5        | 2        | Abréviations et symboles : · TT : Total de minutes jouées · MJ : Nombre de matchs joués · MT : Matchs joués en tant que titulaire · : but · : passe décisive · : joueur entré · : joueur remplacé · : capitaine · : carton jaune · : carton rouge · |
| Radhi Jaïdi        | 90       | -        | 89       | 90       | 120      | 90       | 480      | -           | 5        | 5        | Abréviations et symboles : · TT : Total de minutes jouées · MJ : Nombre de matchs joués · MT : Matchs joués en tant que titulaire · : but · : passe décisive · : joueur entré · : joueur remplacé · : capitaine · : carton jaune · : carton rouge · |
| Anis Ayari         | 90       | 90       | 44       | 90       | -        | -        | 314      | -           | 4        | 3        | Abréviations et symboles : · TT : Total de minutes jouées · MJ : Nombre de matchs joués · MT : Matchs joués en tant que titulaire · : but · : passe décisive · : joueur entré · : joueur remplacé · : capitaine · : carton jaune · : carton rouge · |
| José Clayton       | -        | -        | -        | -        | 91       | 90       | 211      | -           | 2        | 2        | Abréviations et symboles : · TT : Total de minutes jouées · MJ : Nombre de matchs joués · MT : Matchs joués en tant que titulaire · : but · : passe décisive · : joueur entré · : joueur remplacé · : capitaine · : carton jaune · : carton rouge · |
| Karim Saïdi        | -        | 90       | 90       | -        | -        | -        | 180      | -           | 2        | 2        | Abréviations et symboles : · TT : Total de minutes jouées · MJ : Nombre de matchs joués · MT : Matchs joués en tant que titulaire · : but · : passe décisive · : joueur entré · : joueur remplacé · : capitaine · : carton jaune · : carton rouge · |
| Milieux de terrain |          |          |          |          |          |          |          |             |          |          | Abréviations et symboles : · TT : Total de minutes jouées · MJ : Nombre de matchs joués · MT : Matchs joués en tant que titulaire · : but · : passe décisive · : joueur entré · : joueur remplacé · : capitaine · : carton jaune · : carton rouge · |
| Mehdi Nafti        | 90       | 46       | -        | 90       | 120      | 46       | 392      | -           | 5        | 5        | Abréviations et symboles : · TT : Total de minutes jouées · MJ : Nombre de matchs joués · MT : Matchs joués en tant que titulaire · : but · : passe décisive · : joueur entré · : joueur remplacé · : capitaine · : carton jaune · : carton rouge · |
| Kaïs Ghodhbane     | -        | 90       | -        | -        | -        | 33       | 123      | -           | 2        | 1        | Abréviations et symboles : · TT : Total de minutes jouées · MJ : Nombre de matchs joués · MT : Matchs joués en tant que titulaire · : but · : passe décisive · : joueur entré · : joueur remplacé · : capitaine · : carton jaune · : carton rouge · |
| Jawhar Mnari       | 86       | 90       | 23       | 88       | 73       | 44       | 434      | 1           | 6        | 4        | Abréviations et symboles : · TT : Total de minutes jouées · MJ : Nombre de matchs joués · MT : Matchs joués en tant que titulaire · : but · : passe décisive · : joueur entré · : joueur remplacé · : capitaine · : carton jaune · : carton rouge · |
| Riadh Bouazizi     | 25       | 13       | 90       | 90       | 120      | 90       | 428      | -           | 6        | 4        | Abréviations et symboles : · TT : Total de minutes jouées · MJ : Nombre de matchs joués · MT : Matchs joués en tant que titulaire · : but · : passe décisive · : joueur entré · : joueur remplacé · : capitaine · : carton jaune · : carton rouge · |
| Adel Chedli        | 65       | -        | 90       | 2        | 105      | 90       | 382      | -           | 5        | 4        | Abréviations et symboles : · TT : Total de minutes jouées · MJ : Nombre de matchs joués · MT : Matchs joués en tant que titulaire · : but · : passe décisive · : joueur entré · : joueur remplacé · : capitaine · : carton jaune · : carton rouge · |
| Selim Benachour    | 60       | -        | 90       | 90       | 47       | 57       | 373      | 1           | 5        | 4        | Abréviations et symboles : · TT : Total de minutes jouées · MJ : Nombre de matchs joués · MT : Matchs joués en tant que titulaire · : but · : passe décisive · : joueur entré · : joueur remplacé · : capitaine · : carton jaune · : carton rouge · |
| Attaquants         |          |          |          |          |          |          |          |             |          |          | Abréviations et symboles : · TT : Total de minutes jouées · MJ : Nombre de matchs joués · MT : Matchs joués en tant que titulaire · : but · : passe décisive · : joueur entré · : joueur remplacé · : capitaine · : carton jaune · : carton rouge · |
| Ziad Jaziri        | 82       | -        | 90       | 78       | 120      | 70       | 441      | 2           | 5        | 5        | Abréviations et symboles : · TT : Total de minutes jouées · MJ : Nombre de matchs joués · MT : Matchs joués en tant que titulaire · : but · : passe décisive · : joueur entré · : joueur remplacé · : capitaine · : carton jaune · : carton rouge · |
| Imed Mhadhbi       | -        | 77       | 67       | 4        | 15       | 20       | 208      | -           | 5        | 3        | Abréviations et symboles : · TT : Total de minutes jouées · MJ : Nombre de matchs joués · MT : Matchs joués en tant que titulaire · : but · : passe décisive · : joueur entré · : joueur remplacé · : capitaine · : carton jaune · : carton rouge · |
| Najeh Braham       | -        | 90       | -        | 12       | -        | -        | 102      | 1           | 2        | 2        | Abréviations et symboles : · TT : Total de minutes jouées · MJ : Nombre de matchs joués · MT : Matchs joués en tant que titulaire · : but · : passe décisive · : joueur entré · : joueur remplacé · : capitaine · : carton jaune · : carton rouge · |
| Francileudo Santos | 90       | 73       | 90       | 90       | 120      | 90       | 553      | 4           | 6        | 5        | Abréviations et symboles : · TT : Total de minutes jouées · MJ : Nombre de matchs joués · MT : Matchs joués en tant que titulaire · : but · : passe décisive · : joueur entré · : joueur remplacé · : capitaine · : carton jaune · : carton rouge · |
| Mohamed Jdidi      | 8        | 17       | -        | -        | -        | -        | 25       | -           | 3        | 1        | Abréviations et symboles : · TT : Total de minutes jouées · MJ : Nombre de matchs joués · MT : Matchs joués en tant que titulaire · : but · : passe décisive · : joueur entré · : joueur remplacé · : capitaine · : carton jaune · : carton rouge · |
| Total              |          |          |          |          |          |          |          |             |          |          | Abréviations et symboles : · TT : Total de minutes jouées · MJ : Nombre de matchs joués · MT : Matchs joués en tant que titulaire · : but · : passe décisive · : joueur entré · : joueur remplacé · : capitaine · : carton jaune · : carton rouge · |
| Équipe de Tunisie  | 90       | 90       | 90       | 90       | 120      | 90       | 570      | 10          |          |          | Abréviations et symboles : · TT : Total de minutes jouées · MJ : Nombre de matchs joués · MT : Matchs joués en tant que titulaire · : but · : passe décisive · : joueur entré · : joueur remplacé · : capitaine · : carton jaune · : carton rouge · |

| Buts  | Joueurs            | Adversaires                 |
| ----- | ------------------ | --------------------------- |
| 4     | Francileudo Santos | Rwanda, RD Congo (2), Maroc |
| 2     | Ziad Jaziri        | Rwanda, Maroc               |
| 1     | Khaled Badra       | Nigeria                     |
| 1     | Selim Benachour    | Guinée                      |
| 1     | Najeh Braham       | RD Congo                    |
| 1     | Jawhar Mnari       | Sénégal                     |
| Total | 10 buts            | 10 buts                     |

| Passes | Joueurs             | Adversaires              |
| ------ | ------------------- | ------------------------ |
| 3      | Francileudo Santos  | Rwanda, RD Congo, Guinée |
| 1      | Selim Benachour     | Rwanda                   |
| 1      | Kaïs Ghodhbane      | RD Congo                 |
| 1      | Ziad Jaziri         | Sénégal                  |
| 1      | Mehdi Nafti         | Maroc                    |
| Total  | 7 passeurs décisifs | 7 passeurs décisifs      |

### Récompenses
- Meilleur buteur : Francileudo Santos[64].
- Équipe type : Khaled Badra, Riadh Bouazizi et Francileudo Santos[65].

### Affluences
La popularité de l'équipe est également apparue lors de la CAN 2004 organisée en Tunisie. Le stade du 7-Novembre accueille 60 000 spectateurs durant les six matchs du tournoi,.
| Place              | Match              | Affluence | Stade               | Ville | Stade de la compétition    |
| ------------------ | ------------------ | --------- | ------------------- | ----- | -------------------------- |
| Médaille d'or      | Tunisie - Maroc    | 70 000    | Stade du 7-Novembre | Radès | Finale                     |
| Médaille d'argent  | Tunisie - Nigeria  | 65 000    | Stade du 7-Novembre | Radès | Demi-finale                |
| Médaille de bronze | Tunisie - Sénégal  | 65 000    | Stade du 7-Novembre | Radès | Quart de finale            |
| 4                  | Tunisie - Rwanda   | 60 000    | Stade du 7-Novembre | Radès | Premier tour (1re journée) |
| 5                  | Tunisie - RD Congo | 60 000    | Stade du 7-Novembre | Radès | Premier tour (2e journée)  |
| 6                  | Tunisie - Guinée   | 35 000    | Stade du 7-Novembre | Radès | Premier tour (3e journée)  |